# Port lotniczy Sua Pan
Port lotniczy Sua Pan – międzynarodowy port lotniczy położony w mieście Sowa, w Botswanie.